# Homoeomeria nivea
Homoeomeria nivea är en fjärilsart som beskrevs av Aurivillius 1909. Homoeomeria nivea ingår i släktet Homoeomeria och familjen tofsspinnare. Inga underarter finns listade i Catalogue of Life.